# مارتن هريستوف
مارتن هريستوف (بالمقدونية: Мартин Христов)‏ هو مدرب كرة قدم ولاعب كرة قدم شمال مقدوني في مركز الهجوم، ولد في 31 يناير 1997 في إسكوبية في مقدونيا الشمالية. شارك مع منتخب جمهورية مقدونيا تحت 17 سنة لكرة القدم. أما مع النوادي، فقد لعب مع اف كي مقدونيا ونادي تتكس.

## وصلات خارجية
- مارتن هريستوف على موقع الاتحاد الأوربي (الإنجليزية)
- مارتن هريستوف على موقع قاعدة بيانات كرة القدم.إي يو (الإنجليزية)
- مارتن هريستوف على موقع Soccerway.com (الإنجليزية)